# Fondali circostanti l'Isola di Zannone
Fondali circostanti l'Isola di Zannone este o arie protejată (arie specială de conservare — SAC, sit de importanță comunitară — SCI) din Italia întinsă pe o suprafață de 664 ha, integral marine.

## Localizare
Centrul sitului Fondali circostanti l'Isola di Zannone este situat la coordonatele 40°57′47″N 13°02′46″E / 40.963056°N 13.046111°E.

## Înființare
Situl Fondali circostanti l'Isola di Zannone a fost declarat sit de importanță comunitară în iunie 1995 pentru a proteja 2 specii de animale. Situl a fost protejat și ca arie specială de conservare în august 2017.

## Biodiversitate
Situată în ecoregiunea mediteraneană, aria protejată conține 2 habitate naturale: Straturi cu Posidonia (Posidonion oceanicae), Recifuri.
La baza desemnării sitului se află mai multe specii protejate:
- mamifere (1): delfin mare (Tursiops truncatus)
- reptile (1): Caretta caretta

Pe lângă speciile protejate, pe teritoriul sitului au mai fost identificate 1 specie de plante, 4 specii de nevertebrate.